# Rossfjordstraumen
Rossfjordstraumen es una localidad del municipio de Senja, provincia de Troms, Noruega. Sirve como centro urbano para los territorios de Rossfjorden y del lago Rossfjordvatnet. Se localiza a 20 km al noreste de Finnsnes y a 7 km al noreste de Langnes. En el año 2009 habían 428 habitantes. La iglesia de Rossfjord tiene su sede aquí.

## Historia
El 28 de marzo de 1968, un De Havilland Canada DHC-3 Otter de Widerøe se estrelló en Rossfjordstraumen. No hubo muertos, pero el avión fue declarado como siniestro total.